# Saint-Paulet-de-Caisson
Saint-Paulet-de-Caisson település Franciaországban, Gard megyében. Lakosainak száma 1894 fő (2022. január 1.). Saint-Paulet-de-Caisson Saint-Just-d’Ardèche, Carsan, Pont-Saint-Esprit, Saint-Julien-de-Peyrolas, Saint-Laurent-de-Carnols, Saint-Michel-d’Euzet és Salazac községekkel határos.

## Népesség
A település népessége az elmúlt években az alábbi módon változott:
| Lakosok száma | 930  | 1141 | 1431 | 1771 | 1783 | 1793 | 1810 | 1830 | 1840 | 1894 |
|               | 1968 | 1982 | 1990 | 2006 | 2013 | 2015 | 2017 | 2019 | 2020 | 2022 |